# The Game Awards 2021
I The Game Awards 2021 si sono svolti presso il Microsoft Theater, a Los Angeles, il 9 dicembre 2021. L'evento è stato trasmesso in streaming su diversi siti di video sharing, ed è stato presentato dal giornalista canadese Geoff Keighley. La cerimonia è stata vista da oltre 85 milioni di stream.
Durante lo show vi sono state esibizioni musicali degli Imagine Dragons, JID, Darren Korb e Sting oltre alle presenza d'ospiti noti tra cui Reggie Fils-Aimé, Keanu Reeves, Ben Schwartz e Ming-Na Wen.
Deathloop è stato il videogioco ad aver ottenuto più candidature (9) mentre, Forza Horizon 5 ed It Takes Two sono stati i videogiochi ad aver ottenuto più vittorie (3) della cerimonia. Quest'ultimo ha inoltre trionfato nella categoria Videogioco dell'anno.

## Candidati e vincitori
Le candidature sono state annunciate il 16 novembre 2021. Qualsiasi gioco pubblicato entro il 19 novembre 2021 era idoneo per essere preso in considerazione. I vincitori sono stati determinati tra la giuria (90 percento) e il voto del pubblico (10 percento); quest'ultimo si è tenuto tramite il sito web ufficiale e tramite i social network Facebook e Twitter. L'unica eccezione è stata la categoria Player's Voice che è stata scelta completamente dal pubblico.

### Videogiochi
| Videogioco dell'anno | Miglior direzione videoludica |
| --- | --- |
| - It Takes Two – Hazelight Studios / Electronic Arts - Deathloop – Arkane Studios / Bethesda Softworks - Metroid Dread – MercurySteam / Nintendo - Psychonauts 2 – Double Fine Productions / Xbox Game Studios - Ratchet & Clank: Rift Apart – Insomniac Games / Sony Interactive Entertainment - Resident Evil Village – Capcom | - Deathloop – Arkane Studios / Bethesda Softworks - It Takes Two – Hazelight Studios / Electronic Arts - Psychonauts 2 – Double Fine Productions / Xbox Game Studios - Ratchet & Clank: Rift Apart – Insomniac Games / Sony Interactive Entertainment - Returnal – Housemarque / Sony Interactive Entertainment           |
| Best Ongoing Game | Miglior narrativa |
| - Final Fantasy XIV – Square Enix - Apex Legends – Respawn Entertainment / Electronic Arts - Call of Duty: Warzone – Raven Software / Activision - Fortnite – Epic Games - Genshin Impact – miHoYo | - Marvel's Guardians of the Galaxy – Eidos Montreal / Square Enix - Deathloop – Arkane Studios / Bethesda Softworks - It Takes Two – Hazelight Studios / Electronic Arts - Life Is Strange: True Colors – Deck Nine Games / Square Enix - Psychonauts 2 – Double Fine Productions / Xbox Game Studios                     |
| Miglior direzione artistica | Miglior colonna sonora |
| - Deathloop – Arkane Studios / Bethesda Softworks - Kena: Bridge of Spirits – Ember Lab - Psychonauts 2 – Double Fine Productions / Xbox Game Studios - Ratchet & Clank: Rift Apart – Insomniac Games / Sony Interactive Entertainment - The Artful Escape – Beethoven & Dinosaur / Annapurna Interactive                        | - Nier Replicant ver 1.22474487139 – Keiichi Okabe - Cyberpunk 2077 – Marcin Przybylowicz e Piotr Adamczyk - Deathloop – Tom Salta - Marvel's Guardians of the Galaxy – Richard Jacques - The Artful Escape – Johnny Galvatron e Josh Abrahams                                                                            |
| Miglior montaggio sonoro | Miglior interpretazione |
| - Forza Horizon 5 – Playground Games / Xbox Game Studios - Deathloop – Arkane Studios / Bethesda Softworks - Ratchet & Clank: Rift Apart – Insomniac Games / Sony Interactive Entertainment - Resident Evil Village – Capcom - Returnal – Housemarque / Sony Interactive Entertainment                                           | - Maggie Robertson interprete di Lady Dimitrescu – Resident Evil Village - Erika Mori interprete di Alex Chen – Life Is Strange: True Colors - Giancarlo Esposito interprete di Antón Castillo – Far Cry 6 - Jason E. Kelley interprete di Colt Vahn – Deathloop - Ozioama Akagha interprete di Juliana Blake – Deathloop |
| Games for Impact | Miglior videogioco indipendente |
| - Life Is Strange: True Colors – Deck Nine Games / Square Enix - Before Your Eyes – GoodbyeWorld Games / Skybound Games - Boyfriend Dungeon – Kitfox Games - Chicory: A Colorful Tale – Greg Lobanov / Finji - No Longer Home – Humble Grove / Fellow Traveller                                                                  | - Kena: Bridge of Spirits – Ember Lab - Twelve Minutes – Luís António / Annapurna Interactive - Death's Door – Acid Nerve / Devolver Digital - Inscryption – Daniel Mullins Games / Devolver Digital - Loop Hero – Four Quarters / Devolver Digital                                                                       |
| Miglior videogioco mobile | Miglior videogioco VR/AR |
| - Genshin Impact – miHoYo - Fantasian – Mistwalker - League of Legends: Wild Rift – Riot Games - Marvel Future Revolution – Netmarble / Marvel Games - Pokémon Unite – TiMi Studio / The Pokémon Company | - Resident Evil 4 – Armature Studio / Capcom / Oculus Studios - Hitman 3 – IO Interactive - I Expect You to Die 2: The Spy and the Liar – Schell Games - Lone Echo II – Ready at Dawn / Oculus Studios - Sniper Elite VR – Coatsink / Just Add Water / Rebellion Developments                                             |
| Miglior videogioco d'azione | Miglior videogioco d'avventura/azione |
| - Returnal – Housemarque / Sony Interactive Entertainment - Back 4 Blood – Turtle Rock Studios / WB Games - Chivalry II – Torn Banner Studios / Tripwire Interactive - Deathloop – Arkane Studios / Bethesda Softworks - Far Cry 6 – Ubisoft                                                                                     | - Metroid Dread – MercurySteam / Nintendo - Marvel's Guardians of the Galaxy – Eidos Montreal / Square Enix - Psychonauts 2 – Double Fine Productions / Xbox Game Studios - Ratchet & Clank: Rift Apart – Insomniac Games / Sony Interactive Entertainment - Resident Evil Village – Capcom                               |
| Miglior videogioco di ruolo | Miglior videogioco picchiaduro |
| - Tales of Arise – Bandai Namco Studios / Bandai Namco Entertainment - Cyberpunk 2077 – CD Projekt RED - Monster Hunter Rise – Capcom - Scarlet Nexus – Bandai Namco Studios / Tose / Bandai Namco - Shin Megami Tensei V – Atlus / Sega                                                                                         | - Guilty Gear -STRIVE- – Arc System Works - Demon Slayer: Kimetsu no Yaiba – The Hinokami Chronicles – CyberConnect2 / Sega - Melty Blood: Type Lumina – French Bread / Delightworks - Nickelodeon All-Star Brawl – Ludosity / Fair Play Labs / GameMill Entertainment - Virtua Fighter 5: Ultimate Showdown – Sega       |
| Miglior videogioco per famiglie | Miglior videogioco sportivo/simulatore di guida |
| - It Takes Two – Hazelight Studios / Electronic Arts - Mario Party Superstars – NDcube / Nintendo - New Pokémon Snap – Bandai Namco Studios / The Pokémon Company - Super Mario 3D World + Bowser's Fury – Nintendo - WarioWare: Get It Together! – Nintendo                                                                     | - Forza Horizon 5 – Playground Games / Xbox Game Studios - F1 2021 – Codemasters / EA Sports - FIFA 22 – EA Vancouver / EA Sports - Hot Wheels Unleashed – Milestone - Riders Republic – Ubisoft |
| Miglior videogioco strategico | Miglior videogioco multigiocatore |
| - Age of Empires IV – Relic Entertainment / Xbox Game Studios - Evil Genius 2: World Domination – Rebellion Developments - Humankind – Amplitude Studios / Sega - Inscryption – Daniel Mullins Games / Devolver Digital - Microsoft Flight Simulator – Asobo Studio / Xbox Game Studios                                          | - It Takes Two – Hazelight Studios / Electronic Arts - Back 4 Blood – Turtle Rock Studios / WB Games - Knockout City – Velan Studios / Electronic Arts - Monster Hunter Rise – Capcom - New World – Amazon Games - Valheim – Iron Gate Studio / Coffee Stain Studios                                                      |
| Miglior community | Miglior videogioco indie al debutto |
| - Final Fantasy XIV – Square Enix - Apex Legends – Respawn Entertainment / Electronic Arts - Destiny 2: Beyond Light – Bungie - Fortnite – Epic Games - No Man's Sky – Hello Games | - Kena: Bridge of Spirits – Ember Lab - Sable – Shedworks / Raw Fury - The Artful Escape – Beethoven & Dinosaur / Annapurna Interactive - The Forgotten City – Modern Storyteller / Dear Villager - Valheim – Iron Gate Studio / Coffee Stain Studios                                                                     |
| Videogioco più atteso | Innovation in Accessibility |
| - Elden Ring – FromSoftware / Bandai Namco - God of War Ragnarök – Santa Monica Studio / Sony Interactive Entertainment - Horizon Forbidden West – Guerrilla Games / Sony Interactive Entertainment - The Legend of Zelda: Tears of the Kingdom – Nintendo - Starfield – Bethesda Game Studios / Bethesda Softworks              | - Forza Horizon 5 – Playground Games / Xbox Game Studios - Far Cry 6 – Ubisoft - Marvel's Guardians of the Galaxy – Eidos Montreal / Square Enix - Ratchet & Clank: Rift Apart – Insomniac Games / Sony Interactive Entertainment - The Vale: Shadow of the Crown – Falling Squirrel                                      |
| Player's Voice | |
| - Halo Infinite – 343 Industries / Xbox Game Studios - Forza Horizon 5 – Playground Games / Xbox Game Studios - It Takes Two – Hazelight Studios / Electronic Arts - Metroid Dread – MercurySteam / Nintendo - Resident Evil Village – Capcom                                                                                    | |

### eSports/altri
| Miglior videogioco di sport elettronici | Miglior giocatore di sport elettronici                                                                                            |
| --- | --- |
| - League of Legends – Riot Games - Call of Duty – Activision - Counter-Strike: Global Offensive – Valve - Dota 2 – Valve - Valorant – Riot Games                                     | - Oleksandr "s1mple" Kostyliev - Chris "Simp" Lehr - Heo "ShowMaker" Su - Magomed "Collapse" Khalilov - Tyson "TenZ" Ngo          |
| Miglior squadra di sport elettronici | Miglior allenatore di sport elettronici                                                                                           |
| - Natus Vincere (Counter Strike: Global Offensive) - DAMWON KIA (League of Legends) - Atlanta FaZe (Call of Duty) - Sentinels (Valorant) - Team Spirit (Dota 2)                      | - Kim "kkOma" Jeong-gyun - Airat "Silent" Gaziev - Andrey "Engh" Sholokhov - Andrei "B1ad3" Horodenskyi - James "Crowder" Crowder |
| Miglior evento di sport elettronici | Miglior creatore di contenuti dell'anno                                                                                           |
| - 2021 League of Legends World Championship - The International 10 - PGL Major Stockholm 2021 - PUBG Mobile Global Championship 2020 - 2021 Valorant Champions Tour: Stage 2 Masters | - Dream - Leslie "Fuslie" Fu - Alexandre "Gaules" Borba - Ibai Llanos - David "TheGrefg" Cánovas                                  |
| Global Gaming Citizens | |
| - The Drag Stream Community - Deere - Samira Close - Kahlief Adams (Spawn on Me) - Anisa Sanusi (Limit Break)                                                                        | |

## Videogiochi con più candidature e premi
| Candidature | Videogioco                       |
| ----------- | -------------------------------- |
| 9           | Deathloop                        |
| 6           | It Takes Two                     |
| 6           | Ratchet & Clank: Rift Apart      |
| 5           | Psychonauts 2                    |
| 5           | Resident Evil Village            |
| 4           | Forza Horizon 5                  |
| 4           | Marvel's Guardians of the Galaxy |
| 3           | The Artful Escape                |
| 3           | Far Cry 6                        |
| 3           | Kena: Bridge of Spirits          |
| 3           | Life Is Strange: True Colors     |
| 3           | Metroid Dread                    |
| 3           | Returnal                         |

| Premi | Videogioco              |
| ----- | ----------------------- |
| 3     | Forza Horizon 5         |
| 3     | It Takes Two            |
| 2     | Deathloop               |
| 2     | Final Fantasy XIV       |
| 2     | Kena: Bridge of Spirits |